# Bella Vista Papagayo
Bella Vista Papagayo är en ort i Mexiko.   Den ligger i kommunen San Marcos och delstaten Guerrero, i den södra delen av landet, 300 km söder om huvudstaden Mexico City. Bella Vista Papagayo ligger 43 meter över havet och antalet invånare är 573.
Terrängen runt Bella Vista Papagayo är huvudsakligen platt, men norrut är den kuperad. Runt Bella Vista Papagayo är det tätbefolkat, med 397 invånare per kvadratkilometer. Närmaste större samhälle är Lomas de Chapultepec, 6,5 km söder om Bella Vista Papagayo. I omgivningarna runt Bella Vista Papagayo växer i huvudsak lövfällande lövskog.